# W62
W62 era uma linha de ogivas termonucleares dos Estados Unidos da América, foram projetada nos anos de 1960, e foram montadas entre os anos de 1970 e 1976, as dimensões são de 22 polegadas de diâmetro, 72 polegadas de comprimento e 114 quilogramas (253 libras) de peso. Elas foram todas usados em Minuteman e foram retiradas de serviço até 2010.
O seu rendimento era de 170 quilotons, o que é muito menor que a ogiva utilizada anteriormente, W56 com seus 1,2 megatons. Foram produzidas cerca de 1.725 ogivas foram produzidas. Todos as ogivas estão aposentadas( e possivelmente sendo desmanteladas), restando 610 unidades em serviço no ano de 2010 em mais de 200 mísseis minuteman (cada míssil tendo 3 ogivas com iscas junto).
As W62s foram retiradas de serviço por não apresentarem um avançado sistema de isolamento elétrico, explosivos insensíveis(difíceis de se detonar, aumentando em muito a segurança da arma), um fosso resistente a chamas, comando de desarmamento e sistema de gestão por código. Elas foram substituídas pelas mais poderosas, seguras e modernas W78, 335-350 quilotons dispostas em uma configuração MIRV, cada míssil tendo 3 ogivas de forma muito semelhante ao que ocorria com a W62 e por último por ogivas W87(de 300 quilotons) usadas em uma configuração não-MIRV, tendo uma única ogiva por míssil.